# Little Nellie Kelly
Little Nellie Kelly is een Amerikaanse muziekfilm uit 1940 onder regie van Norman Taurog. Het scenario is gebaseerd op het gelijknamige toneelstuk uit 1922 van de Amerikaanse auteur George M. Cohan.

## Verhaal
Ondanks bezwaren van haar vader trouwt Nellie in Ierland toch met Jerry Kelly. Als Jerry en Nellie aankondigen dat ze naar New York zullen emigreren, is de vader van Nellie alweer ontevreden. Ze weet hem toch te overtuigen om mee te reizen. Jerry vindt er al snel werk als politieagent. Als Nellie sterft in het kraambed, moeten Jerry en zijn schoonvader samen voor het dochtertje zorgen. Ze heet Nellie en lijkt als twee druppels water op haar moeder.

## Rolverdeling
| Acteur            | Personage        |
| ----------------- | ---------------- |
| Judy Garland      | Nellie Kelly     |
| George Murphy     | Jerry Kelly      |
| Charles Winninger | Michael Noonan   |
| Douglas McPhail   | Dennis Fogarty   |
| Arthur Shields    | Timothy Fogarty  |
| Rita Page         | Mary Fogarty     |
| Forrester Harvey  | Moriarty         |
| James Burke       | Sergeant McGowan |
| George Watts      | Keevan           |